# Isabel Plantageneta
Isabel Plantageneta (Burford, 21 de fevereiro de 1363 — 24 de novembro de 1426) foi a terceira criança a nascer da união de João de Gante, 1.º Duque de Lencastre com a sua primeira esposa, Branca de Lencastre.

## Vida
Algumas fontes dizem que Isabel nasceu depois do dia 1 de Janeiro de 1363, mas antes do dia 21 de Fevereiro do mesmo ano. Nasceu em Burford Shropshire. Foi criada na casa real do seu pai sob a orientação de Catarina Swynford a quem estimava muito. Era uma jovem teimosa e vivaz, muito diferente da sua irmã Filipa que era mais séria.

## Primeiro casamento
No dia 24 de Junho de 1380 Isabel casou-se com João Hastings, 3.º Conde de Pembroke no Castelo de Kenilworth quando tinha 17 anos de idade e o seu noivo apenas 8. Foi transferida para outra casa mais apropriada ao seu novo título de Condessa de Pembroke. Contudo, seis anos depois, em 1386, este casamento foi anulado.

## Segundo casamento

Brasão dos Duques de Exeter da Família Holland.

A razão para o anulamento prendeu-se com o facto de Isabel, na altura com 23 anos, se ter cansado do seu marido de 14. Isabel tinha sido seduzida pelo seu primo João Holland, meio-irmão do rei Ricardo II de Inglaterra e um charlatão conhecido, acabando por ficar grávida dele. Isto forçou o seu pai a anular rapidamente o casamento e, no dia 24 de Junho de 1386, em Plymouth, Isabel casou-se rapidamente com João Holland, 1.º Duque de Exeter. Felizmente o seu pai lidou com ela de forma bastante branda e ficou satisfeito com o seu novo genro, o que mostrava o charme de Holland.

## Terceiro casamento
Em 1400, Isabel voltou a casar-se, desta vez com Sir João da Cornualha, 1.º Barão Fanhope e Milbroke. João Holland tinha sido executado por estar envolvido numa conspiração para assassinar o irmão de Isabel, Henrique IV, durante a Revolta da Epifania. O casamento com Sir João causou algum escândalo visto que ele não pediu permissão ao irmão dela para o casamento, o que resultou na sua detenção. Contudo diz-se que o casamento foi muito feliz e dele resultaram dois filhos.
Isabel morreu em 1426 e foi sepultada na Igreja de Burford em Shropshire.

## Descendência
Com João Holland, Isabel teve cinco filhos:
1. Constança Holland (1387–1437) que se casou com Tomás Mowbray, 4.º Conde de Norfolk e com Sir João Grey e teve filhos.
2. Ricardo Holland (c. 1389 – 3 de Setembro de 1400) não teve filhos.
3. Alice Holland (c. 1392 – c. 1406) que se casou com Ricardo de Vere, 11.º Conde de Oxford. Sem descendência.
4. João Holland, 2.º Duque de Exeter (1395–1447) com descendência.
5. Sir Eduardo Holland (1399–1413) não teve filhos.

Com João da Cornualha teve dois filhos:
1. Constança da Cornualha (c. 1401 – c. 1427) casada com João Fitzalan, 14.º Conde de Arundel de quem não teve filhos.
2. Sir João da Cornualha (c. 1404 – 2 de Maio de 1422) João tinha apenas 17 anos quando foi morto durante o Cerco de Meaux (uma batalha entre franceses e ingleses durante a Guerra dos Cem Anos). Morreu junto do seu pai que tinha visto a cabeça do filho rebentar devido a uma bala de canhão. Não teve filhos.